# Vaccinium hirsutum
Vaccinium hirsutum là một loài thực vật có hoa trong họ thạch thảo được biết đến với tên gọi phổ biến là việt quất lông. Loài này là loài đặc hữu của một khu vực nhỏ ở vùng núi phía nam Appalachia, nơi nó chỉ được biết đến từ một vài quận ở phía đông Tennessee, miền bắc Georgia và Carolinas.
Vaccinium hirsutum có nguồn gốc từ những rặng cây thông khô, nơi có thể rất phong phú tại địa phương. Nó là một loại cây bụi cao lên đến 75 cm (28 inch), tạo thành những cụm lớn. Lá khá dày, hình elip, rậm rạp, có tới 62   mm (2 1/2 inch) dài.
Vaccinium hirsutum tạo ra những bông hoa màu trắng, hình trụ vào cuối mùa xuân, tiếp theo là những quả có lông, màu đen vào mùa hè.